# Vlag van Hitzum

Vlag van Hitzum

De vlag van Hitzum is de dorpsvlag van het Nederlandse dorp Hitzum, in de Friese gemeente Waadhoeke. De vlag werd in 2016 in geregistreerd.

## Beschrijving
De beschrijving van de vlag is als volgt:
Kanteelvormig in tweeën gedeeld met vier kantelen; het eerste kanteel beginnend aan de bovenzijde van de vlag op 11/20 vlaglengte; de broekzijde geel en belegd met een groene uitgescheurde gestileerde pruimenboom, met tien paarse vruchten; de vlucht verdeeld in zeven even hoge banen van blauw en rood, in het verlengde van de kantelen.
De kleuren zijn afkomstig van het dorpswapen.

## Symboliek
- Kanteelvormige tweedeling: duidt op de Roorda State in het dorp.[1]
- Kleurstelling: ontleend aan de kleuren van de plaatselijk kaatsvereniging. Het goud verwijst eveneens naar de Roorda State.[1]
- Pruimemboom: afkomstig van het logo van dorpsbelang en symbool voor de hoven rond het dorp.[1]

## Zie ook

Wapen van Hitzum